# میرا (ونتو)
میرا (به ایتالیایی: Mira) یک کومونه در ایتالیا است که در استان ونیز واقع شده‌است.

## خصوصیات
میرا ۹۸٫۸۸ کیلومترمربع مساحت و ۳۸٬۵۷۵ نفر جمعیت دارد و ۶ متر بالاتر از سطح دریا واقع شده‌است.

## خواهرخوانده
شهر بیت ساحور خواهرخواندهٔ میرا (ونتو) هست.